# Естонія та євро
Запровадження євро в Естонії випливає з Атенської угоди 2003 року, яка дозволила Естонії приєднатися до Європейського Союзу 1 травня 2004 року. Грошовою одиницею Естонії до введення євро була естонська крона. Згідно з Атенським договором, нові члени Європейського Союзу «мають приєднатися до економічного та валютного союзу», що Естонія й зробила 1 січня 2011 року.
Відтоді Естонія є членом економічного та валютного союзу Європейського Союзу (ЄВС). 1 липня 2004 року планувалося приєднатися до єврозони 1 січня 2007 року, перш ніж дата була перенесена на 2008 рік, а потім на 2011 рік. 12 травня 2010 року Європейська комісія підтверджує цю дату після оголошення про те, що країна відповідає всім критеріям, необхідним для інтеграції в єврозону. 8 червня 2010 року міністри фінансів ЄС дозволили Естонії прийняти євро 1 січня 2011 року. 13 липня настала черга ECOFIN погоджуватися, і обмінний курс був встановлений на рівні 15,6466 крон за євро. Виробництво починається у Фінляндії, а з 2012 року – у Нідерландах.

## Вступ до єврозони

Плакат на честь вступу Естонії в зону євро на фасаді Європейської комісії.

Валюта Естонії, крона, брала участь в ERM II, і її обмінний курс до євро коливається в межах плюс-мінус 1 %, 1 EUR = 15,6466 EEK. Він замінив радянський рубль у 1992 році та став одним із символів незалежності країни від СРСР, він був прив’язаний до німецької марки з фіксованим обмінним курсом, а потім до євро з 1999 року. Для прем’єр-міністра Андруса Ансіпа «це лише логічне завершення тривалого процесу після здобуття незалежності в 1991 році та вступу до Європейського Союзу в 2004 році».
На відміну від Литви, яка трохи не приєдналася до євро у 2007 році через інфляцію 0,1 % до максимуму, необхідного критеріями конвергенції, Естонія відповідає вимогам Брюсселя. У 2009 році його дефіцит становив 1,7 % ВВП (проти 3 %, що вимагається Маастрихтською угодою) та 7.2 % боргу (нижче межі 60 %). Однак її ВВП на душу населення становив лише 10 350 euros.
Період попереднього завантаження монет євро починається 15  2010 і що з квитками 15  2010, одночасно з наданням широкому загалу мішки з першими монетами євро. Рахунки конвертуються в євро на 1  2011. З цього дня і протягом необмеженого періоду часу крони можна безкоштовно обміняти на банкноти євро в Банку Естонії. Подвійний обіг крон і євро припиняється 14 січня 2011 року, що робить банкноти і монети євро єдиним законним платіжним засобом з 15 січня 2011 року.

## Статус

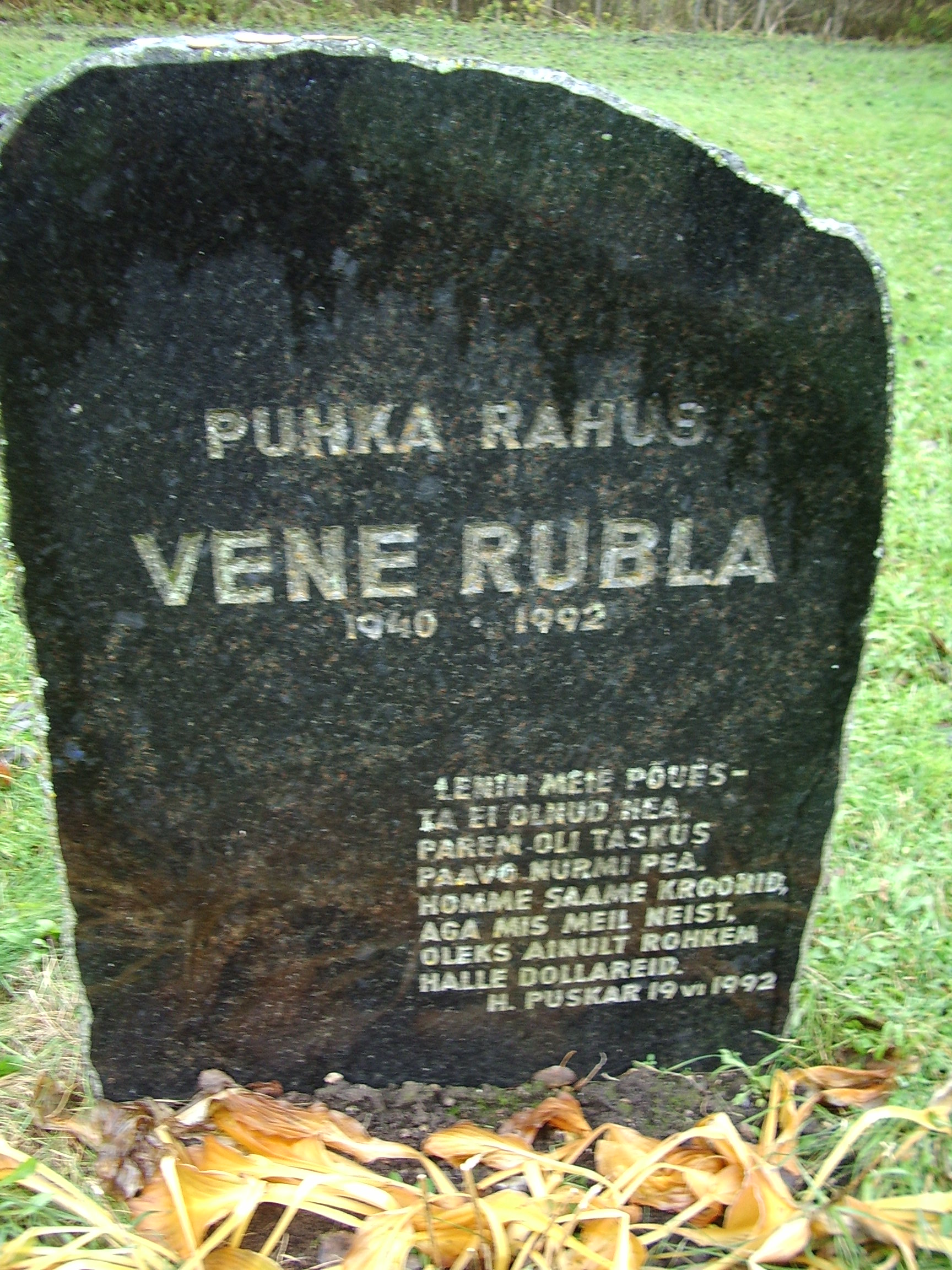
Пам'ятник російським рублям у муніципалітеті Мяр'ямаа
Фото: Ave Maria Mõistlik, травень 2007

Маастрихтська угода спочатку передбачає, що всі члени Європейського Союзу повинні будуть приєднатися до зони євро після досягнення критеріїв конвергенції. Європейська комісія у своєму звіті про конвергенцію, опублікованому 12 травня 2010, робить висновок, що Естонія виконує умови для приєднання до євро в результаті «надійні та цілеспрямовані зусилля, і рекомендує приєднання Естонії до єврозони з 1 січня 2011 року».